# Elize Baart
Maria Elize Baart (Middelburg, 20 juni 1854 - Groningen, 13 oktober 1879) was een voorvechtster van vrouwenemancipatie, schrijfster en toneelspeelster. Zij was de dochter van Kornelis Baart, winkelier in manufacturen, en Wilhelmina Maria Beunke. Baart was de zus van Lucretia Jacoba Baart.
Op 15 februari 1879 trouwde ze in Middelburg met Bastiaan Pieter Korteweg, leraar aan de Koninklijke Militaire Academie, later redacteur en effectenhandelaar. Hun huwelijk zou kinderloos blijven.

## Opvoeding
Het derde meisje in een gezin van vier meisjes werd excentriek gevonden om haar vooruitstrevende ideeën inzake de vrouwenemancipatie, de 'vrouwenkwestie'. De meisjes kregen een goede opvoeding en opleiding om later zelfstandig in het leven te kunnen staan. Baart raakte beïnvloed door de onafhankelijke Mina Kruseman. Die hielp haar in 1874 bij het publicren van twee novellen, Koket en Een oude jongejuffrouw. Ook gingen zij toneelspelen, maar een sollicitatie bij het Nederlandsch Tooneel mislukte. Slechts eenmaal, op 30 maart 1878, speelde zij bij Het Nederlandsch Tooneel als het naaistertje Hanna in Multatuli's Vorstenschool. Toen zij in 1875 met Kruseman en een andere leerlinge (Hélène Gerritsen) op tournee door Nederland ging met Krusemans dramatische schets Een blik in de kunstenaarswereld had dat weinig succes.

## Anticonceptie
In de vrijdenker Bastiaan Korteweg leerde zij een geestverwant kennen. Zijn antimilitaristische ideeën kostten hem in 1876 echter zijn baan als leraar aan de Koninklijke Militaire Academie in Breda. Hun verloving betekende echter dat Baart uit het leven van Kruseman verdween. Korteweg bood haar in het vrijdenkersblad De Tolk van den Vooruitgang de mogelijkheid om haar novelle Twee verwoeste levens te publiceren. Zij stelde de wantoestanden in arbeidersbuurten aan de kaak, zoals kindermoord en de achtergestelde positie van vrouwen. In De Werkmansbode van 16 april 1879, het orgaan van het Algemeen Nederlandsch Werklieden Verbond (ANWV) hield zij een pleidooi voor het gebruik van voorbehoedsmiddelen. Zij bestreed daarin de opvattingen van 'vuiligheid' en 'bijbedoelingen' en verklaarde dat wantoestanden in arbeidersbuurten, kindermoord en uitgeteerde, afgetobde vrouwen als vuiligheid gezien moesten worden. Door middel van anticonceptie zou aan die wantoestanden iets gedaan kunnen worden.

## Tragisch einde
Na haar huwelijk verhuisde zij met Korteweg naar Groningen. Zij woonden daar op kamers en lieten al hun eten thuisbrengen. Acht maanden later dronk het paar een glas met cyaankali vermengde wijn en stierf in elkaars armen. Ze gaven in een tragische afscheidsbrief aan het leven moe te zijn en het nirwana te willen binnengaan. Eliza werd vierentwintig jaar en Bastiaan dertig jaar.

## Publicaties
- Een oude jongejuffrouw (1874)
- Koket (1874)
- Als kinderen en als menschen, uitgeverij Van der Hoeven & Buys, 1878
- Mathilde van Molenbeek in: Novellen voor het volk (Gent 1882; herdruk Den Haag 1890) 5-34.
- Drie novellen (1878). Bevat: Lucien, graaf de Lemonde ; Als kinderen en als menschen ; Mariëtte
- Uit ’s levens strijd, maandblad Europa (1879)